# Michel Konen
Michel Konen, né à Malmedy le 24 décembre 1950 et mort à Liège le 17 janvier 2022, est un journaliste de télévision belge.

## Biographie
Successivement rédacteur en chef du journal parlé des radios de la RTBF puis rédacteur en chef du journal télévisé, Michel Konen prend en octobre 2003 un congé sabbatique de six ans durant lesquels il est directeur et rédacteur en chef de La Libre Belgique. 
En septembre 2009, il annonce son retour à la RTBF à la fin de son congé sabbatique. 
Fin décembre 2009, il quitte la RTBF pour occuper la fonction de directeur de la communication du parti politique belge cdH où il coordonne l'ensemble des services relatifs à la communication : le service web et de nouveaux médias, le service de la communication « non presse politique ».